# Гюнер Тахир
Гюнер Бехчет Тахир е български политик от турски произход, основател и председател на Националното движение за права и свободи (НДПС) от 1998 г. насам. В периода от 1990 до 1996 г. е член на Движението за права и свободи (ДПС), където заема различни ръководни позиции, но подава оставка и напуска партията. Бил е народен представител от парламентарната група на ДПС в XXXVII НС, и от парламентарната група на СДС в XXXVIII НС.

## Биография
Той е роден на 24 юли 1961 г. в село Самуил, Разградско. Средно образование завършва в Политехническа гимназия в Разград. През 1985 г. завършва Висшия педагогически институт в Шумен, специалност българска филология и журналистика. Една година е преподавател по съвременен турски език в Шуменския университет. По-късно завършва право в Югозападния университет в Благоевград.
Жени се и има две деца – дъщеря и син, които стават лекари в Германия.
Между 1986 и 1989 година е учител в родното си село Самуил.
От януари 1990 г. е член на ДПС, като е заемал всички възможни постове от местен председател до заместник-председател и говорител на движението. През 1990 – 1993 г. работи в общинската администрация в Самуил – като специалист, зам.-кмет и кмет. През 1993 г. е избран за зам.-председател на Централния съвет на ДПС и говорител на движението.
През 1993 – 1994 г. е зам.-областен управител на област Русе. През 1994 г. става политически директор на вестник „Права и свободи“ и говорител на ДПС.
През 1994 – 1997 г. е депутат в XXXVII народно събрание и зам.-председател на парламентарната група на ДПС. Член на парламентарната Комисия по местно самоуправление, административно териториално устройство и регионална политика.
На 11 май 1996 г. подава оставка и напуска ДПС. От движението го изключват през май 1997 г., но не е получил официално съобщение за това. От 1997 г. е депутат от Разград в парламентарната група на СДС в XXXVIII народно събрание.
На 24 март 1997 г. създава Инициативния съвет за обновление на ДПС и става негов председател. Съветът подкрепя ОДС и сключва споразумение за местните избори с коалицията. През декември 1998 г. ИСО става партия „Национално движение за права и свободи“ (НДПС) с председател Гюнер Тахир.
През 2005 г. НДПС участва в парламентарните избори през юни в рамките на „Коалиция на розата“ заедно с Българска социалдемокрация на Александър Томов, Обединения блок на труда на Кръстьо Петков и Националното патриотично обединение с председател Жорж Ганчев. Коалиция на розата не печели достатъчно подкрепа, за да премине 4-процентната бариера и остава извън парламента.